# Sunday Chronicle
Le Sunday Chronicle est un ancien journal britannique ayant paru durant une période de 70 ans, entre la fin du XIXe siècle et la première moitié du XXe siècle, soit de 1885 à 1955.
Le titre est fondé à Manchester en août 1885, par Edward Hulton (senior) (en) un éditeur d'actualités sportives publiant déjà le Sporting Chronicle, le Daily Dispatch et l' Athletic News. Le journal est vendu initialement au prix d'un penny et, malgré son titre, paraît le samedi et le dimanche. Le socialiste Robert Blatchford collabore au journal dans ses premières années et use de son influence pour apporter, à travers ses pages, son soutien aux grévistes de Manningham Mills. Cependant, Blatchford est limogé immédiatement après la grève ; il fonde alors un autre titre, le Clarion, avec le critique théâtral du Sunday Chronicle, Alexander M. Thompson.
Le fils de Hulton, nommé comme ce dernier Edward Hulton (en), reprend l'entreprise à sa mort, puis la vend à Allied Newspapers en 1923 pour 6 millions de £. La publication est transférée à Londres et James Drawbell est nommé rédacteur en chef, le positionnant comme un journal du marché intermédiaire et augmentant son tirage.
En 1955, le Chronicle fusionne avec l' Empire News, lequel disparaît à son tour en 1960 en fusionnant avec le News of the World.

## Rédacteurs en chef
Thomas Harris
AW Woodbridge
1925 :James Drawbell
1946 :
1950 :Gordon McKenzie
1952 : John William Robertson
1954 : Anthony George Berry
1954 : Eugène Romer Wason
1957 : George Grafton Green